# Бараль Арнольд Густавович
Арно́льд Гу́ставович Бара́ль (псевдонім Владислав Савка) (31 травня 1890, Львів — 7 жовтня 1957, Москва, нині РФ) — філософ-економіст, українсько-польський анархіст, діяч міжнародного комуністичного руху. 

## Життєпис
Народився у Львові 31 травня 1890 р. в родині Густава Бараля. Випускник ц.к. академічної гімназії у Львові. 
Навчався на філософському факультеті Львівського університету імені Франца I.
З 1907 року пов'язаний з анархістським рухом.
У грудні 1917 року — член підпільної робітничо-солдатської ради у Відні. Один з організаторів загального політичного страйку в Австро-Угорщині в січні 1918 року. За участь у страйку відбув 9-місячне ув'язнення. 
Потім висланий до Львова, де був одним із засновників перших прокомуністичних організацій. У 1919 році — член першого складу ЦК Комуністичної партії Східної Галичини.
8 липня 1920 року став членом Галревкому під партійним псевдонімом «Савка». 1 серпня 1920 року увійшов до складу політбюро ЦК КПГ.
У липні—вересні 1920 року — заступник голови Галревкому в Тернополі, член Політбюро й Організаційного комітету Комуністичної партії Східної Галичини. За антидержавну діяльність польським військовим судом заочно засуджений до страти.
З 1921 року — в Австрії, член Політбюро ЦК Комуністичної партії Австрії, редактор газети «Роте Фане», керівник однієї із районних партійних організацій Відня.
З 1925 року — в СРСР. Працював в апараті Профінтерну (Червоний інтернаціонал профспілок), Вищій раді народного господарства, народному комісаріаті паперової та лісової промисловості СРСР.
З 1931 року важкою хворобою був прикутий до ліжка, відійшов від партійної та господарської діяльності.  
Помер 7 жовтня 1957 року в Москві.